# 名古屋高速道路公社
名古屋高速道路公社（なごやこうそくどうろこうしゃ）は、愛知県及び名古屋市を設立団体とする地方道路公社である。

## 概要
指定都市高速道路を整備・管理する。1970年（昭和45年）9月24日設立。

## 管理する道路
名古屋高速道路
- 高速1号
  - 高速1号（2号東山線・5号万場線、名古屋市道高速1号）
  - 高速1号四谷高針線（2号東山線、名古屋市道高速1号四谷高針線）
- 高速2号（都心環状線・1号楠線・3号大高線、名古屋市道高速2号）
- 高速3号
  - 高速名古屋朝日線（都心環状線・6号清須線、愛知県道455号高速名古屋朝日線）
  - 高速名古屋新宝線（都心環状線・4号東海線、愛知県道456号高速名古屋新宝線）
- 高速分岐2号（都心環状線、名古屋市道高速分岐2号）
- 高速分岐3号（都心環状線、名古屋市道高速分岐3号）
- 高速名古屋小牧線（11号小牧線、愛知県道515号高速名古屋小牧線）
- 高速清洲一宮線（16号一宮線、愛知県道449号高速清洲一宮線）

※ なお、名古屋市道高速分岐1号は都心環状線が一方通行に計画変更されたため、建設されず欠番となった。